# Conrad Elvehjem
Conrad Arnold Elvehjem (* 27. Mai 1901 in McFarland, Wisconsin; † 27. Juli 1962 in Madison, Wisconsin) war ein US-amerikanischer Biochemiker und Ernährungswissenschaftler.
Elvehjem war der Sohn norwegischer Einwanderer, die Farmer waren. Er studierte landwirtschaftliche Chemie an der University of Wisconsin–Madison mit dem Bachelor-Abschluss 1923 und der Promotion 1927. Anschließend studierte er noch ein Jahr an der University of Cambridge (bei Frederick Gowland Hopkins) und unterrichtete ab 1930 als Assistant Professor und ab 1932 als Associate Professor landwirtschaftliche Chemie an der University of Wisconsin, mit einer vollen Professur für Biochemie 1936. 1944 wurde er dort Leiter der Fakultät für Biochemie und 1946 Dekan der Graduate School. 1958 wurde er Präsident der Universität.

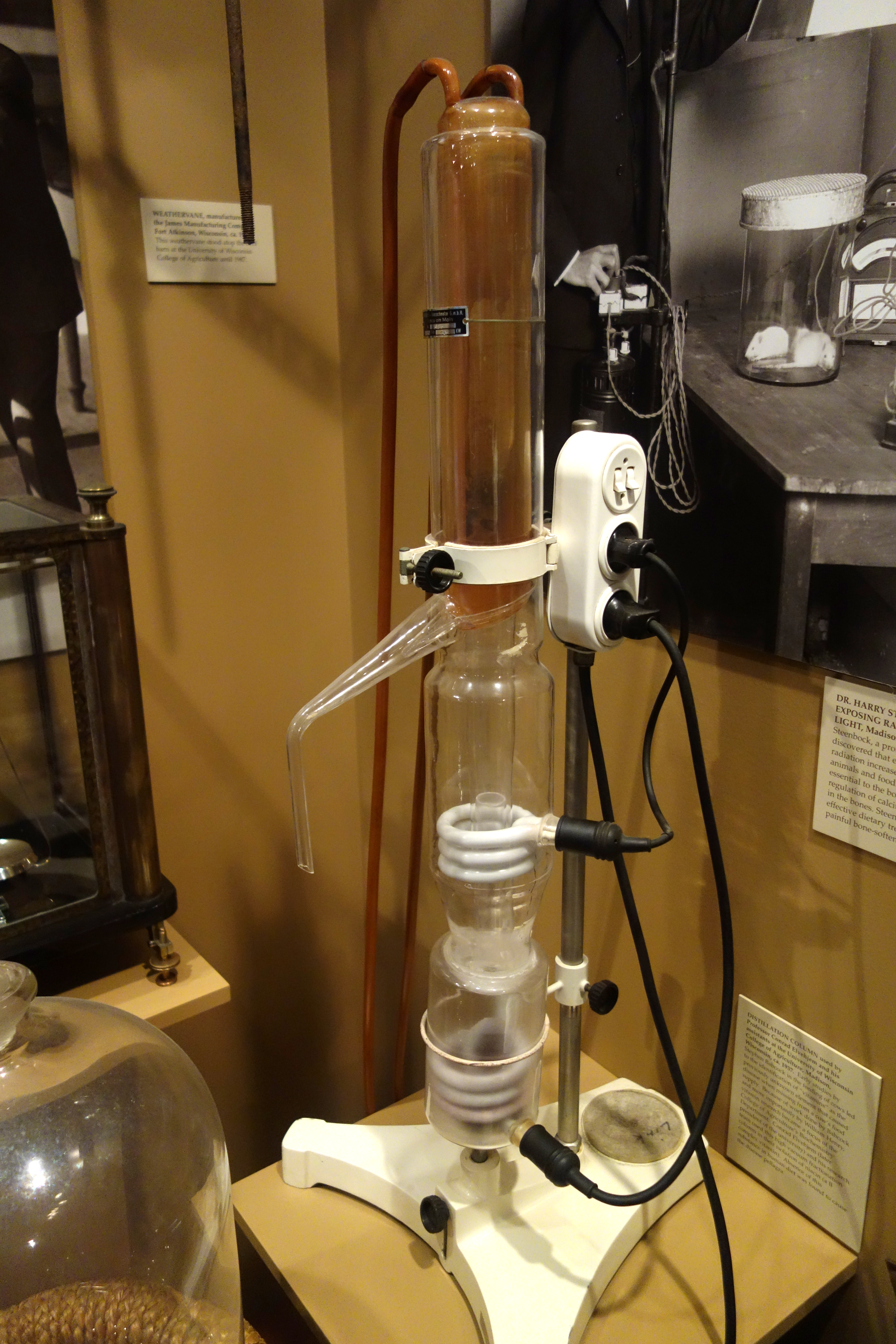
Distille für Niacin von Conrad Elvehjem

Aufbauend auf den Arbeiten von Joseph Goldberger fand er 1937, dass Nicotinsäure der Nahrungsbestandteil ist, dessen Fehlen zu Pellagra führt (und zur Schwarze-Zungen-Krankheit bei Hunden). Er zeigte, dass Tryptophan im Stoffwechsel eine Vorstufe des Nicotinamids ist und dass einige Vitamine von der Darmflora erzeugt werden. Elvehjem veröffentlichte über 780 wissenschaftliche Arbeiten. Unter anderem trug er auch zur weiteren Identifizierung des Vitamin-B-Komplexes bei (den er in sechs Komponenten einteilte), mit dem er sich ab 1930 befasste.
1952 erhielt er den Lasker~DeBakey Clinical Medical Research Award. Er war dreifacher Ehrendoktor. 1943 erhielt er den Willard Gibbs Award. Er war Mitglied der National Academy of Sciences und seit 1947 der American Philosophical Society. 1953 wurde er in die American Academy of Arts and Sciences gewählt.
1955 bis 1958 war er Leiter des Food and Nutrition Board des National Research Council.
Zu seinen Studenten gehörte Frederick John Stare, der Gründer der Abteilung Ernährung an der Harvard School of Public Health.